# Chamigny
Chamigny és un municipi francès, situat al departament del Sena i Marne i a la regió d'Illa de França. L'any 2007 tenia 1.267 habitants.
Forma part del cantó de La Ferté-sous-Jouarre, del districte de Meaux i de la Comunitat de comunes del Pays fertois.

## Demografia

### Població
El 2007 la població de fet de Chamigny era de 1.267 persones. Hi havia 456 famílies, de les quals 99 eren unipersonals (40 homes vivint sols i 59 dones vivint soles), 135 parelles sense fills, 182 parelles amb fills i 40 famílies monoparentals amb fills.
La població ha evolucionat segons el següent gràfic:
Habitants censats

### Habitatges
El 2007 hi havia 524 habitatges, 467 eren l'habitatge principal de la família, 32 eren segones residències i 25 estaven desocupats. 499 eren cases i 25 eren apartaments. Dels 467 habitatges principals, 416 estaven ocupats pels seus propietaris, 38 estaven llogats i ocupats pels llogaters i 13 estaven cedits a títol gratuït; 1 tenia una cambra, 20 en tenien dues, 58 en tenien tres, 121 en tenien quatre i 267 en tenien cinc o més. 373 habitatges disposaven pel capbaix d'una plaça de pàrquing. A 206 habitatges hi havia un automòbil i a 229 n'hi havia dos o més.

### Piràmide de població
La piràmide de població per edats i sexe el 2009 era:
| Homes | Edats   | Dones |
| ----- | ------- | ----- |
| 0     | 95 o +  | 0     |
| 0     | 90 a 94 | 0     |
| 0     | 85 a 89 | 8     |
| 4     | 80 a 84 | 4     |
| 12    | 75 a 79 | 12    |
| 28    | 70 a 74 | 24    |
| 24    | 65 a 69 | 20    |
| 44    | 60 a 64 | 28    |
| 36    | 55 a 59 | 44    |
| 28    | 50 a 54 | 48    |
| 40    | 45 a 49 | 40    |
| 48    | 40 a 44 | 56    |
| 48    | 35 a 39 | 40    |
| 28    | 30 a 34 | 60    |
| 36    | 25 a 29 | 24    |
| 24    | 20 a 24 | 20    |
| 44    | 15 a 19 | 40    |
| 32    | 10 a 14 | 20    |
| 40    | 5 a 9   | 32    |
| 28    | 0 a 4   | 44    |

## Economia
El 2007 la població en edat de treballar era de 866 persones, 627 eren actives i 239 eren inactives. De les 627 persones actives 589 estaven ocupades (318 homes i 271 dones) i 38 estaven aturades (14 homes i 24 dones). De les 239 persones inactives 82 estaven jubilades, 90 estaven estudiant i 67 estaven classificades com a «altres inactius».

### Ingressos
El 2009 a Chamigny hi havia 458 unitats fiscals que integraven 1.267 persones, la mediana anual d'ingressos fiscals per persona era de 21.336 €.

### Activitats econòmiques
Dels 28 establiments que hi havia el 2007, 1 era d'una empresa de fabricació d'altres productes industrials, 3 d'empreses de construcció, 3 d'empreses de comerç i reparació d'automòbils, 1 d'una empresa de transport, 2 d'empreses d'hostatgeria i restauració, 1 d'una empresa d'informació i comunicació, 2 d'empreses immobiliàries, 7 d'empreses de serveis, 6 d'entitats de l'administració pública i 2 d'empreses classificades com a «altres activitats de serveis».
Dels 4 establiments de servei als particulars que hi havia el 2009, 1 era una lampisteria, 1 electricista, 1 agència immobiliària i 1 saló de bellesa.
L'any 2000 a Chamigny hi havia 5 explotacions agrícoles que ocupaven un total de 735 hectàrees.

## Equipaments sanitaris i escolars
El 2009 hi havia 1 psiquiàtric i 1 ambulància.
El 2009 hi havia una escola elemental integrada dins d'un grup escolar amb les comunes properes formant una escola dispersa.

## Poblacions més properes
El següent diagrama mostra les poblacions més properes.